# Главы Сочи
Список глав города Сочи XIX—XXI веках.

## Городские старосты
- Гарбе, Рейнгольд Иоганнович (1874—1875)
- Костарёв, Николай Анатольевич (1898—1902)
- Годзи, Иван Дмитриевич (1902—1904)
- Савич, Сергей Сергеевич (1904)
- Бонкер, Анатолий Максимович (…—1905—…)
- Прилуков, Дмитрий Иванович (1905—1908)
- Тарнопольский, Антон Васильевич (1908)
- Клочанов, Фёдор Иванович (…—1908—1911—…)
- Костарёв, Николай Анатольевич (…—1911—…)
- Карташов, Алексей Яковлевич (…—1913—1914)
- Коченовский, Дмитрий Иванович (исполняющий обязанности, 1915—1917)

## Городские головы
- Воронов, Н. А.

## Уполномоченные ЦИК и СНК СССР в Сочинском районе по курортным вопросам
- Метелёв, Александр Денисович (17 октября 1933 — июнь 1937)
- Варгин, Иван Николаевич (врио, июнь 1937 — 20 ноября 1937)

## Председатели Сочинского горисполкома
- Лехно, Евгений Давыдович (13 июня 1917 — …)
- Морозов
- Пробенко, М. (20 сентября 1920 — …)
- Поярко, Никифор Прокофьевич (1921—1922)
- Прима Павел Григорьевич — (1928)
- Мотузко Николай Степанович (—1934)
- Белоус, Алексей Фёдорович (1938—1944)
- Безруков (—1946—)
- Васильев, Дмитрий Савельевич (—1956—)
- Быков, А. Н. (—1958)
- Чуркин, Альберт Никитович (1958—1962)
- Бажанов, Пётр Игнатьевич (1963—1971)
- Воронков, Вячеслав Александрович (1974—1977)
- Удотов, Анатолий Иванович (1977—1982)
- Моляренко, Владимир (1982—1989)
- Дерендяев, Сергей Борисович (1989—1991)

## Первые секретари Сочинского горкома КПСС
- Медунов, Сергей Фёдорович (1959—1969)
- Поляков, Юрий Николаевич (1982—1990[1])

## Главы города Сочи
| № | Глава города                      | Начало полномочий | Окончание полномочий | Примечания |
| - | --------------------------------- | ----------------- | -------------------- | --- |
| 1 | Карпов, Николай Иванович          | декабрь 1991      | 2000                 | Избран на первых в истории Сочи выборах мэра 1 декабря 1996                                                                                 |
| 2 | Мостовой, Леонид Аркадьевич       | 2001              | 2003                 | Избран во втором туре выборов 13 мая 2001                                                                                                   |
| 3 | Колодяжный, Виктор Викторович     | 2004              | 17 апреля 2008       | Избран 25 апреля 2004 |
| 4 | Афанасенков, Владимир Николаевич  | 29 июня 2008      | 30 октября 2008      | 16 апреля — 29 июня 2008 — и. о. главы города                                                                                               |
| — | Хатуов, Джамбулат Хизирович       | 30 октября 2008   | 20 января 2009       | Временно исполнял обязанности главы города                                                                                                  |
| 5 | Пахомов, Анатолий Николаевич      | 12 мая 2009       | 9 сентября 2019      | 20 января — 12 мая 2009 — и. о. главы города. Победил на выборах 26 апреля, принял присягу и вступил в должность 12 мая                     |
| 6 | Копайгородский, Алексей Сергеевич | 11 сентября 2019  | 14 мая 2024          | 9 сентября — 11 сентября 2019 — и. о. главы города. Избран депутатами городского собрания Сочи 10 сентября, вступил в должность 11 сентября |
| 7 | Прошунин, Андрей Георгиевич       | c 19 июля 2024    |                      | 17 июня — 19 июля 2024 — исполняющий обязанности главы города                                                                               |